# Cambridge (Minnesota)
Cambridge – miasto w Stanach Zjednoczonych, w stanie Minnesota, w hrabstwie Isanti.